# Frank Hawthorne

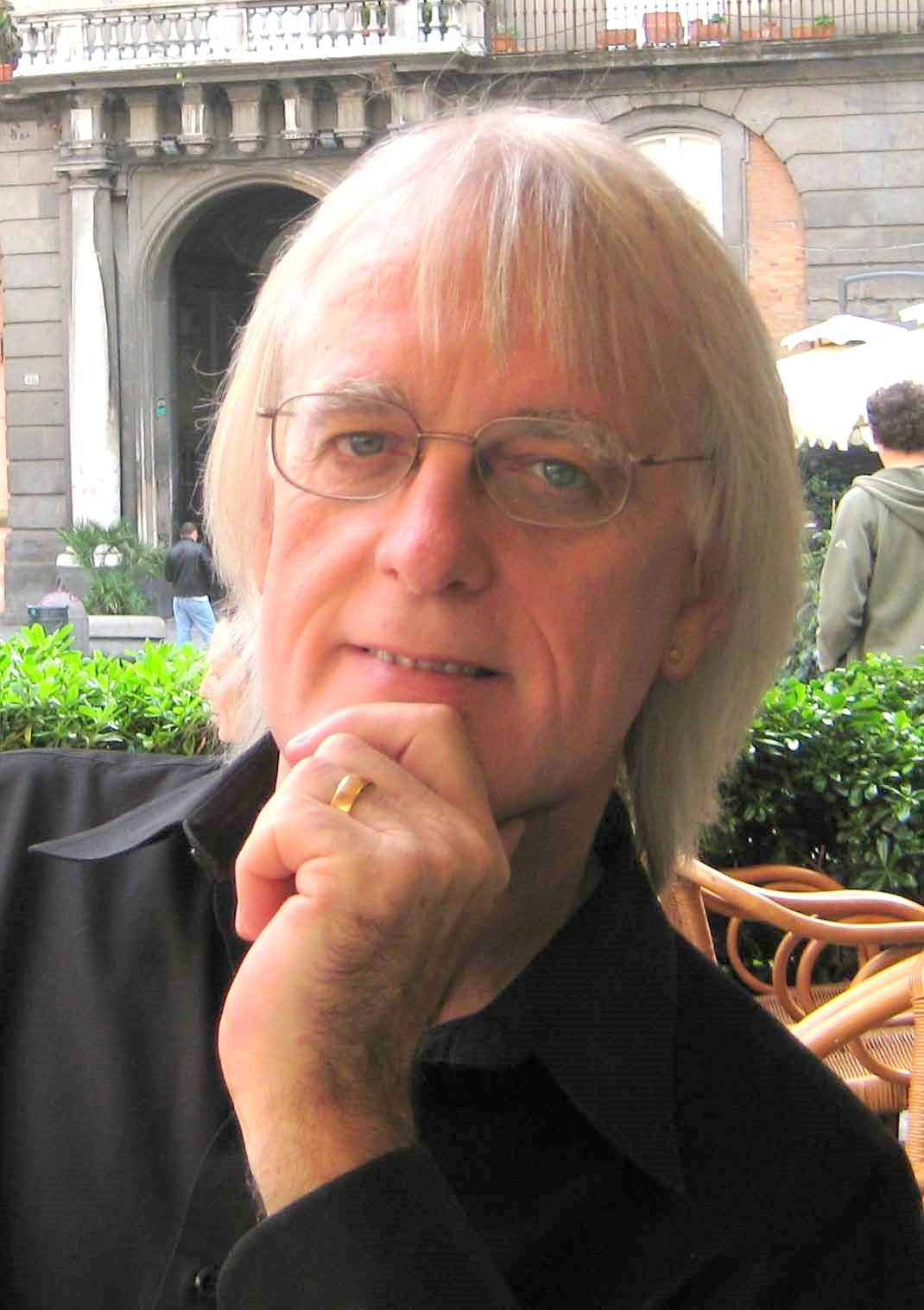
Frank Hawthorne, 2010

Frank Christopher Hawthorne (* 8. Januar 1946 in Bristol) ist ein kanadischer Mineraloge, Kristallograph und Kristallchemiker. 2001 erhielt er einen Canada Research Chair in Kristallographie und Mineralogie an der University of Manitoba.
Hawthorne studierte am Imperial College London mit dem Bachelor-Abschluss 1968 und der Royal School of Mines (ARSM 1968, Associate of the Royal School of Mines) und wurde 1973 an der McMaster University bei H. Douglas Grundy mit der Arbeit The crystal chemistry of the clino-amphiboles in Geologie promoviert. Danach war er an der University of Manitoba, an der er 1984 Professor wurde.
Er befasst sich mit hierarchischer Architektur von Kristallen, Spektroskopie von Mineralien, Kristallchemie und Kristallstruktur speziell von Amphibolen und Pyroxenen.
Er ist Fellow der Royal Society of Canada (1990). 1993 erhielt er die Willet G. Miller Medal, 1996 die Logan Medal, 1995 die Schlumberger Medal der Mineralogical Association of Great Britain und 1984 und 1998 die Hawley Medal der Mineralogical Association of Canada. Er ist Mitglied des Order of Canada. 2006 wurde er zum auswärtigen Mitglied der Russischen Akademie der Wissenschaften gewählt. 2020 wurde er zum Auswärtigem Mitglied der Academia Europaea gewählt.
Das Mineral Frankhawthorneit ist nach ihm benannt.